# Валентин Бобевски
Валентин Асенов Бобевски е български диригент и композитор.

## Биография
Роден е на 5 февруари 1938 г. в София. Завършва дирижиране в Българската държавна консерватория в класа на проф. Георги Димитров и доц. Любен Лилков. Още като студент, през 1959 г., със софийски самодеен хор печели лауреатско звание на Първия републикански фестивал. През 1961 г. става главен диригент на Видинския градски представителен хор „Боян Чонос“, с него печели лауреатско звание на Втория републикански фестивал през 1964 г. и наградата на Съюза на българските композитори на Втория събор на хоровете в Силистра през 1966 г. Създава Детския хор при Окръжен пионерски дом във Видин, който печели първата награда на Първия фестивал на детските хорове през 1966 г., смесен камерен хор „Хармония“ и мъжки камерен състав „Бонония“, с които печели златни медали за изключителни постижения на Третия републикански фестивал през 1969 г. Специализира в Хумболтовия университет, Германия. След това в продължение на 25 години е главен художествен ръководител на Ансамбъла на строителни войски, 43 години посвещава като диригент на хор „Света София“, от 1970 г. до 1998 г. ръководи единствения спортен хор в България „Славия“, а от 1985 г. е главен диригент на хор „Гусла“. През 1991 г. създава мъжкия камерен ансамбъл „България“.
Пише хорова и театрална музика, ръководи диригентски курсове, журира конкурси и фестивали, автор е на проблемни статии за диригентското и песенно изкуство, съставител е на песенни сборници и т.н. Дирижира много хорови формации в страната и чужбина и има над 400 премиерни изпълнения на български и чужди творби. Преподавател е по дирижиране в Държавната музикална академия „Ференц Лист“, Унгария. Председател е на Българския хоров съюз и на Международния фестивал за православна музика „Хвалите Господа“.
Носител е на над 50 държавни и музикални отличия и награди от най-престижните хорови фестивали в света. Сред тях са международната награда „Бела Барток“, орден „Св. св. Кирил и Методий“ I степен, „Орден на труда“ златен, Заслужил артист, „Златно перо“ на Министерство на културата, „Златна лира“, „Кристална лира“ (2008), орден „Д-р Петър Берон“ на БАНИ и др.